# Peter Waage
Peter Waage (Flekkefjord, 29 de junio de 1833 - Oslo, 13 de enero de 1900) fue un químico noruego y profesor de la Universidad de Oslo. Junto a su amigo, el también químico y matemático Cato Guldberg, Waage descubrió y desarrolló la ley de acción de masas entre los años 1864 y 1879.

## Biografía
En 1854, Waage se matriculó en la Universidad de Christiania, donde conoció a Cato Gulberg y ambos trabaron buena amistad. Después de estudiar medicina durante tres años, Waage la cambió por la mineralogía y la química y finalmente se graduó en 1859.
Se casó con Johanne Christiane Tandberg Riddervold y tuvieron cinco hijos. Tras la muerte de ella en 1869, Waage se casó con una de las hermanas de su amigo Guldberg, Mathilde Sofie, con la que tuvo otros seis hijos.